# 멜버 유나이티드 AFC
멜버 유나이티드 AFC(Melville United Association Football Club)는 뉴질랜드 해밀턴 멜버에 있는 아마추어 축구단이다. 현재 노던 리그에 참가하고 있다.

## 같이 보기
- 노던 리그 (뉴질랜드)
- 채텀 컵
- 뉴질랜드 풋볼